# Agricultura biointensiva

Método para crear una cama de tierra de 60 cm de profundidad mediante una técnica de doble excavación.

La agricultura biointensiva es un método de horticultura intensiva, sostenible y ecológica aplicable al cultivo de alimentos en superficies no muy extensas (huertos). Fue formulado por John Jeavons en 1971 y ha sido popularizado y empleado hasta en 152 países.
Es un método de cultivo ecológico pues no emplea maquinaria agrícola ni agroquímicos derivados del petróleo. Para lograr una producción intensiva se utiliza un método de siembra cercana ordenando las plantas de manera hexagonal logrando un rendimiento de hasta un 400% con respecto a la agricultura convencional en surcos. Todo esto a expensas de crear una cama de tierra profunda de 60cm mediante una doble excavación para provocar una menor competencia entre plantas vecinas pues las raíces tendrían un desarrollo vertical. Al tener una siembra cercana también se impide la insolación de la cama de cultivo ayudando hasta un ahorro del 66% del agua de riego en granos y hasta un 88% en hortalizas, preservando un microclima apropiado. Para generar también un microclima adecuado es importante que el área de la superficie de la cama de cultivo no sea menor a un metro cuadrado. Otra característica es la ocupación de un 60% del área de cultivo en plantas destinadas a generar compost.   El compost sería el sustituto orgánico equivalente a los abonos y fertilizantes derivados del petróleo. También se emplea la asociación de diferentes tipos de plantas en un cultivo dado (alelopatía) para controlar plagas y para que estos no compitan por los mismos tipos de nutrientes.   Otra estrategia formulada de esta técnica es la rotación de cultivos para no agotar los nutrientes del suelo.